# General Lavalle (partido)
Partido de General Lavalle (Partido de General Lavalle) is een partido in de Argentijnse provincie Buenos Aires. Het bestuurlijke gebied telt 3.063 inwoners.

## Plaatsen in partido General Lavalle
- Chacras de Gral. Lavalle
- General Lavalle
- Pavón